# Marek Petrusewicz
Marek Petrusewicz   (Vílnius, 22 de febrer de 1934 - Breslau, 3 d'octubre de 1992) fou un nedador polonès, especialista en braça, que va competir durant la dècada de 1950.
Petrusewicz va néixer a Wilno, Segona República Polonesa (actualment Vílnius, Lituània). Després de la Segona Guerra Mundial la seva família es va veure obligada a fugir a Polònia. Va aprendre a nedar als 5 anys i va començar a entrenar en un club el 1947. Ben aviat va destacar i el 1952 va prendre part en els Jocs Olímpics d'Estiu de Hèlsinki, on quedà eliminat en sèries en els 200 metres braça del programa de natació.
En el seu palmarès destaca una medalla de plata al Campionat d'Europa de natació de 1954, rere l'alemany Klaus Bodinger. Entre el 1953 i el 1954 va establir dos rècords del món en els 100 metres braça.
El 1958 fou sancionat de per vida per un cas tèrbol a Rostock. Poc després li va diagnosticar la malaltia de Buerger i Petrusewicz entrà en una greu crisi que el va fer caure en l'alcoholisme. El 1967 li fou amputada una cama. El 1969, ja recuperat mentalment, va guanyar el títol nacional en els 50 metres braça entre atletes discapacitats, establint un rècord nacional. A principis dels anys vuitanta entrà en política. Durant una manifestació, el desembre de 1981, fou detingut i apallissat per la policia, cosa que li provocà un segon atac de la malaltia de Buerger que li provocà l'amputació de l'altra cama el 1983. A finals del 1986 va patir un ictus i gairebé va perdre la veu. Va morir el 1992.